# David Jacobson
David Jacobson (Van Nuys, 1º gennaio 1953) è un regista e sceneggiatore statunitense.
Il suo film Down in the Valley è stato proiettato nella sezione Un Certain Regard al Festival di Cannes 2005.

## Filmografia parziale
- Criminal (1994)
- Dahmer - Il cannibale di Milwaukee (Dahmer) (2002)
- Down in the Valley (2005)
- Tomorrow You're Gone (2012)